# 高雄大空襲

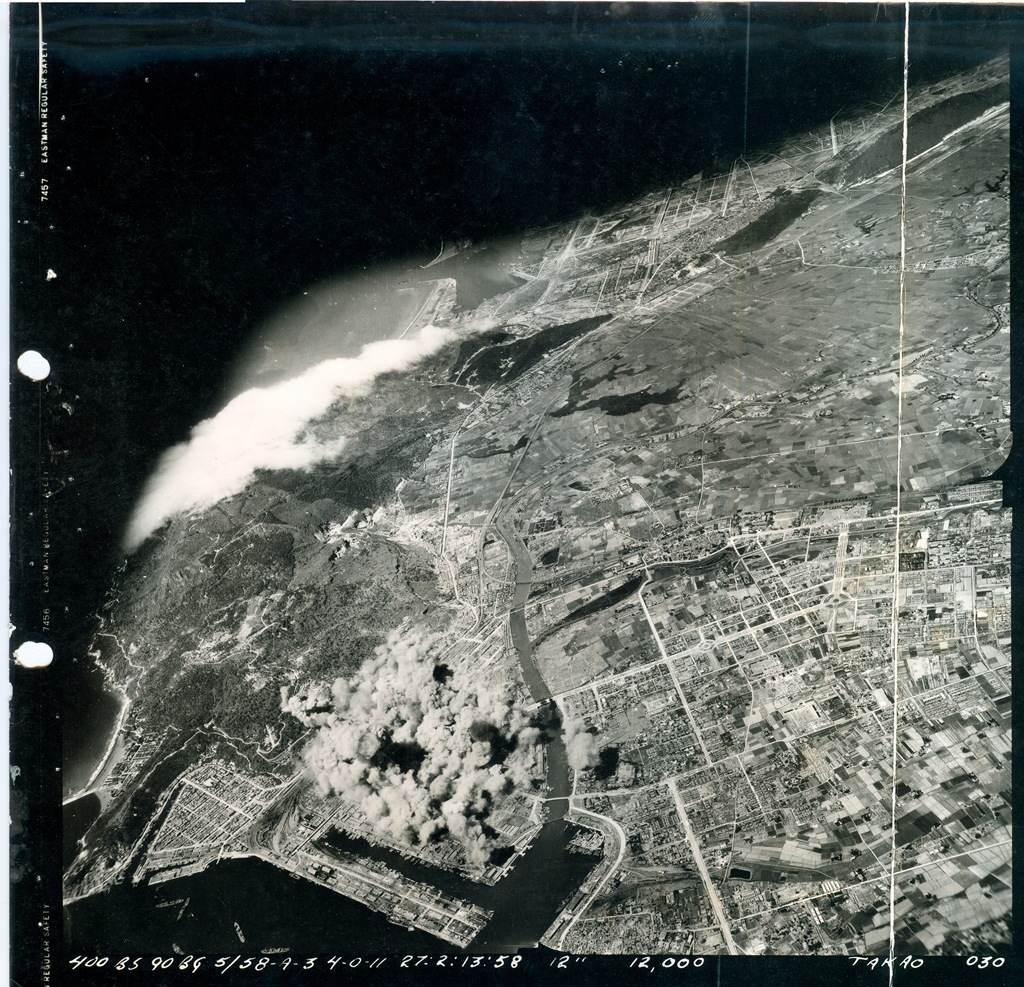
1945年美軍所拍攝的空照圖，可見正受轟炸的今日鹽埕區一帶，以及高雄川（愛河）以東的零星炮火。

第二次世界大戰末期，美軍在太平洋戰爭採取跳島戰略以減少傷亡加速挺進日本，美軍採取攻佔菲律賓群島和沖繩島、跳過臺灣的方案，不登陸攻佔臺灣，而選擇轟炸空襲臺灣，根據美國第五航空隊《Fifth Air Force-Air War against Japan》記載，美軍總共在高雄投彈2559.2噸，為全台最大。

## 歷史
隨著高雄驛（高雄車站）東移新設，市區開始向東往前金、大港埔一帶擴展。同時基於南進政策需要，日本人開始以高雄作為工業發展基地，許多先進工業均設於高雄，如日本鋁株式會社高雄工場、日本海軍第六燃料廠等，更由於高雄港位於美軍轟炸機返回菲律賓的必經之路，因故折返或任務完成仍有餘彈時，往往回航經過高雄即投彈轟炸。然而二戰末期，在美軍軍機的密集空襲下，高雄港與市區受到了嚴重破壞，根據美軍第五航空隊資料顯示，投彈量前五個主要城市是高雄、臺南、基隆、新竹、臺中，最後才是臺北，依臺灣總督府統計1944年10月12日至1945年8月10日，空襲死亡5,582人、失蹤419人、重傷3,667人、輕傷5,093人，罹災277,383人，而高雄死亡1,662人，失蹤15人，重傷1,031人，輕傷1,385人，共計死傷4,093人。因臺北州涵蓋範圍以及人口較密集，次於高雄州，高於臺南州。若以房舍受損來看，全壞10,241棟、半壞17,972棟、全燒16,080棟、半燒1,047棟。臺南州的狀況比較嚴重、其次為高雄州、臺北州。

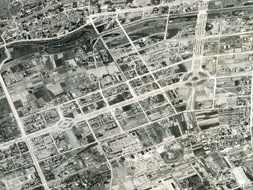
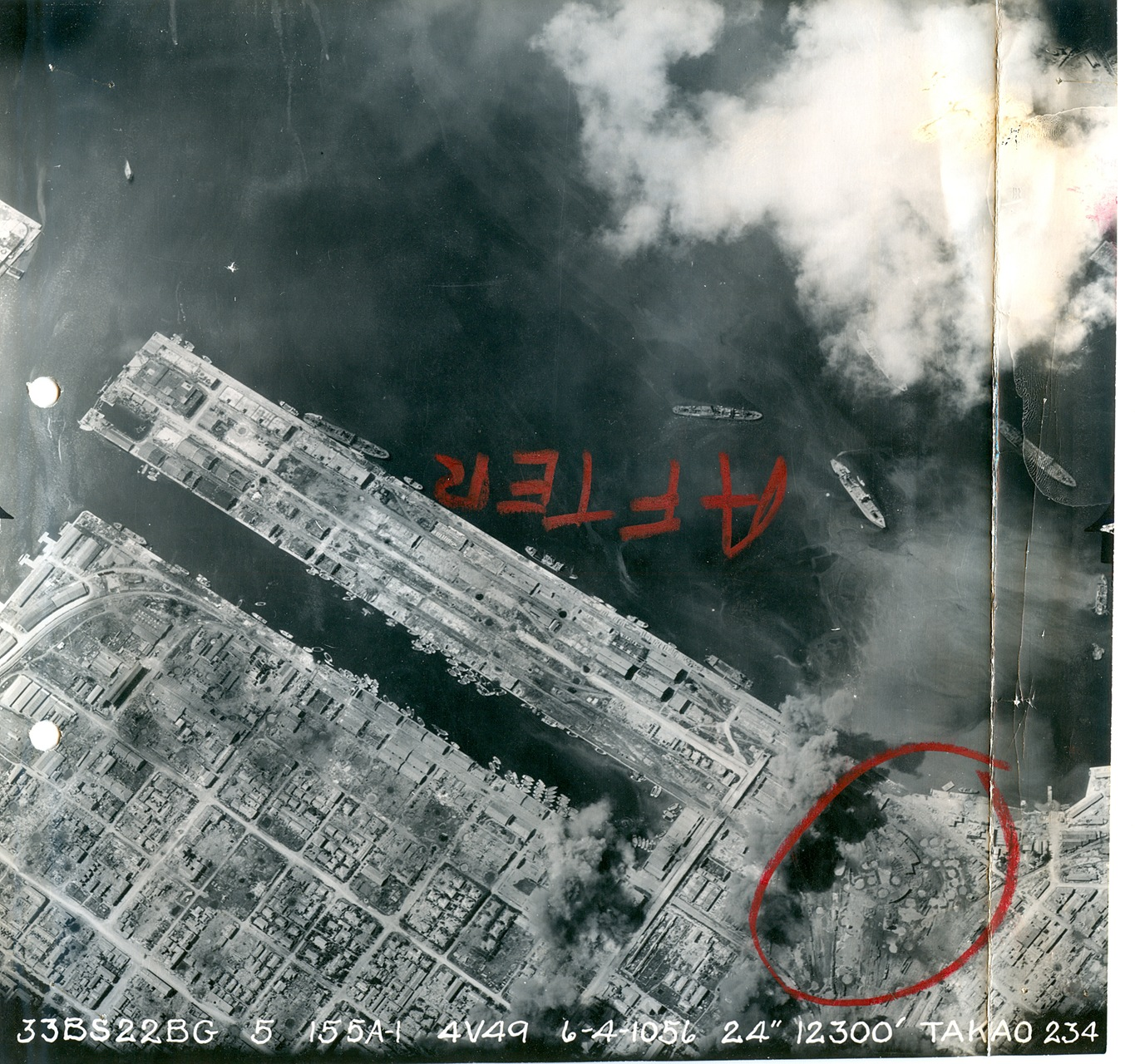
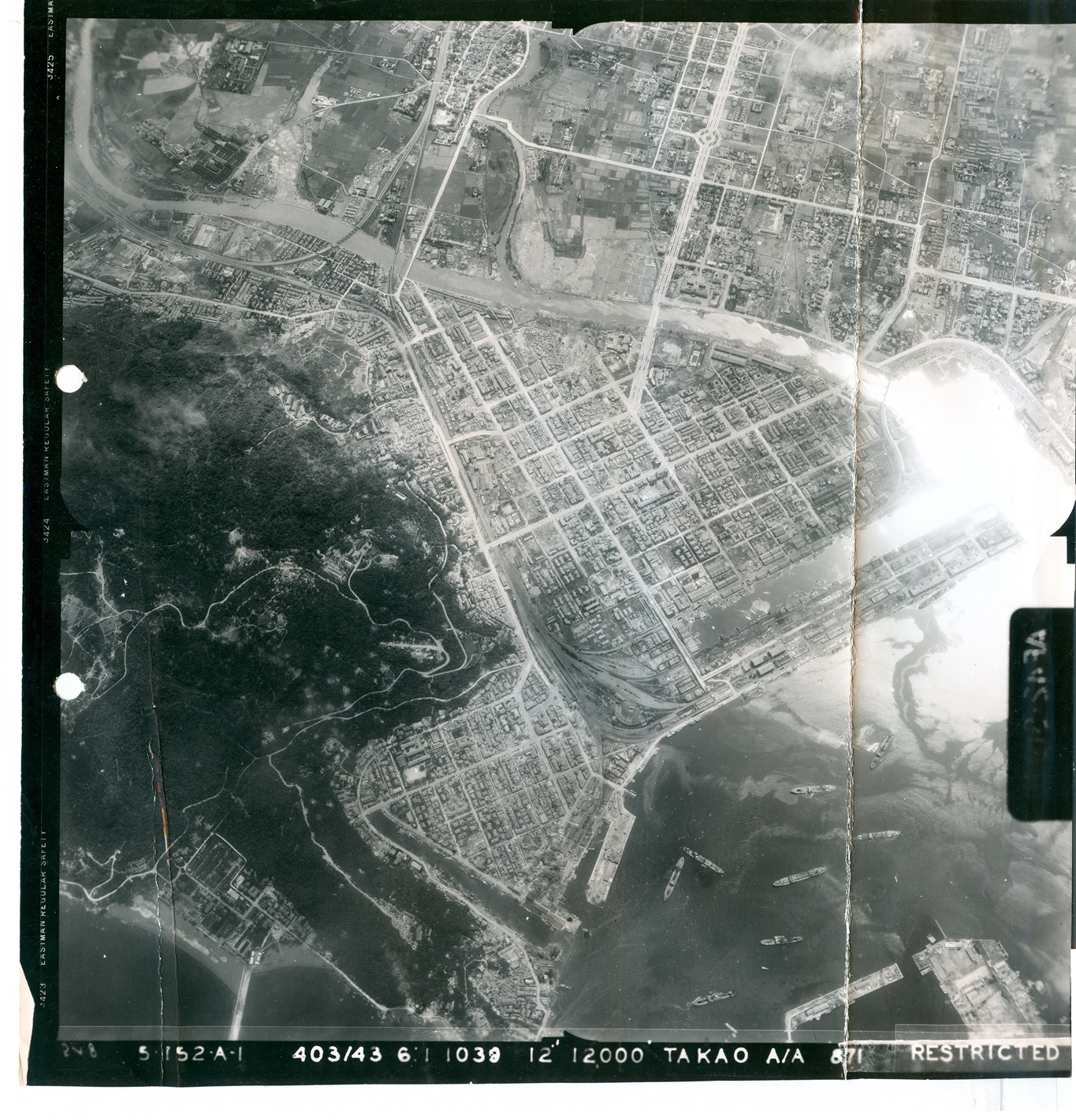
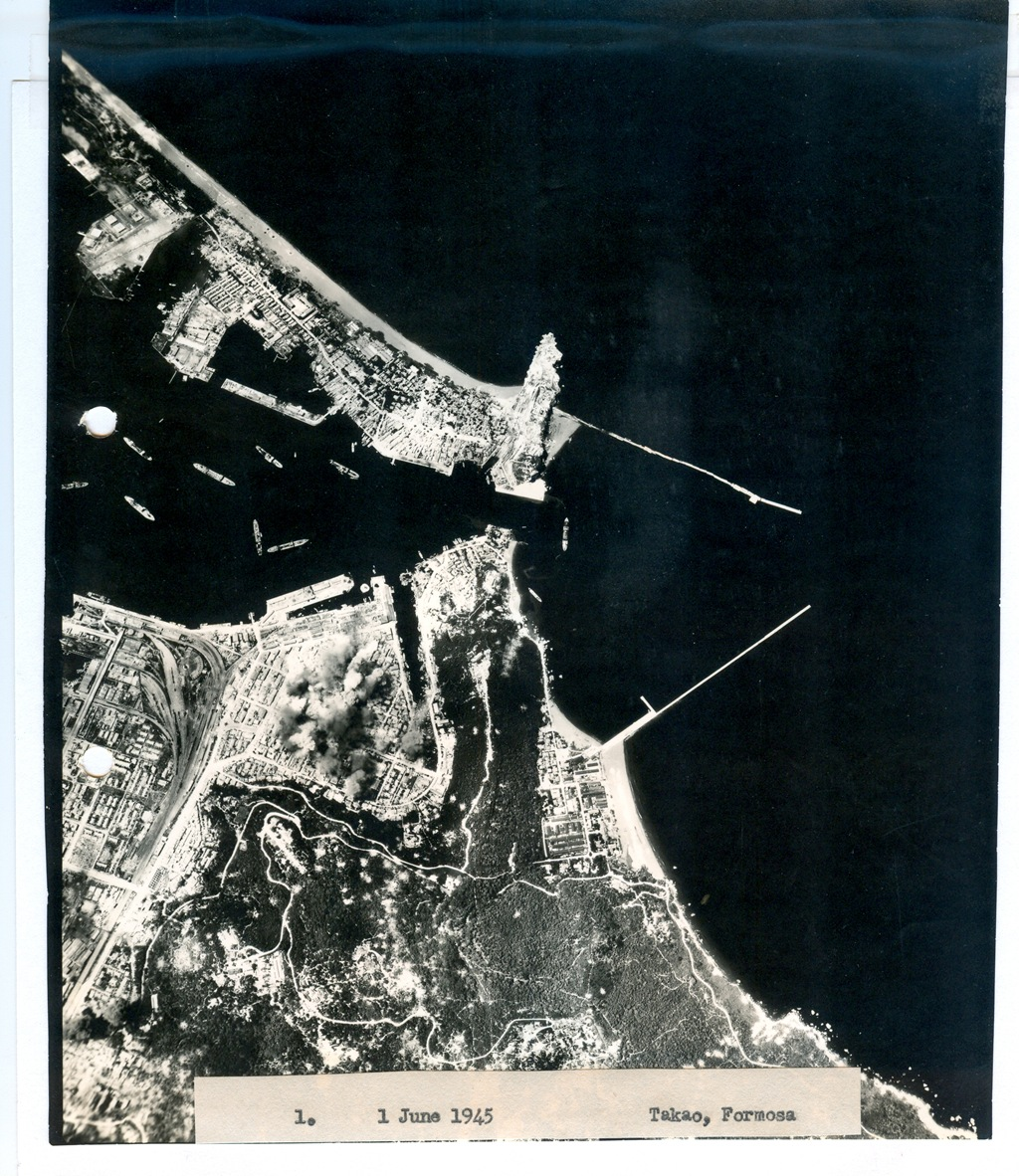
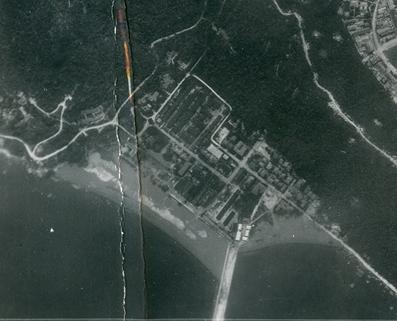

## 遭破壞建築物

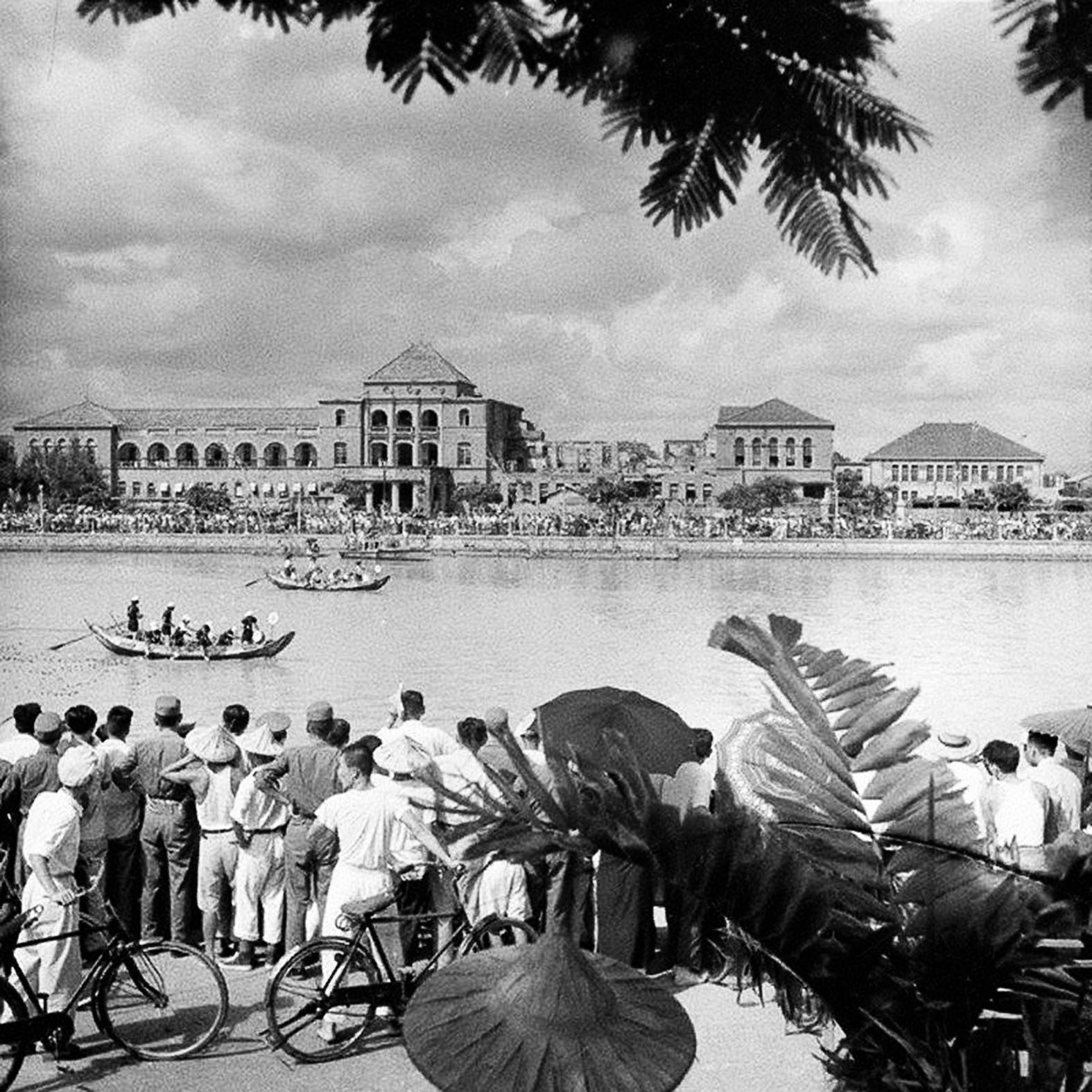
戰後，群眾在高雄川 (後改稱愛河) 旁觀看划龍舟比賽，後方為遭盟軍轟炸損毀的高雄州廳。

- 高雄舊市役所：高雄大空襲時期為雙葉國民學校，炸毀，現址為高雄代天宮。
- 高雄港車站：車站、軌道設施近乎全毀，高雄港驛（第二代高雄驛）站房全被燒毀，扇形車庫也遭重創，據說當時沉重的轉車盤也被炸飛，現址為舊打狗驛故事館。
- 高雄警察署：屋頂炸毀。
- 高雄郵便局：炸毀。
- 高雄州廳廳舍：右臂損毀，戰後修復重建改為高雄地方法院。
- 高雄州港務部（原臺灣銀行打狗出張所）：受損，戰後曾作為港口司令部，約1970年代遭拆除。[2]
- 高雄公會堂：屋頂炸毀，戰後曾修復，後拆除重建為今高雄市警察局鼓山分局
- 高雄圖書館 ：設於高雄公會堂中，為高雄市立圖書館前身，原有和漢書6322冊、洋書117冊，空襲後餘400冊。
- 高雄醫院（今民生醫院）：炸毀  [3]
- 高雄燈塔：部分受損
- 高雄新報社（原高雄州廳勸業課及地方課）：炸毀  [3]
- 臺灣銀行高雄支店：屋頂炸毀[4][5]
- 臺灣商工銀行高雄支店：部分炸毀[3]
- 大阪商船株式會社高雄支店：部分受損[3]
- 高雄銀座：屋頂炸毀[3]
- 吉井百貨：受損，戰後修復，今已拆除
- 高雄劇場 ：炸毀[6][7]
- 昭和館：炸毀 [6][8]
- 春田館（今貿易商大樓）：炸毀[9]
- 滋養軒：炸毀  [3]
- 高雄花壇：炸毀[3]
- 旗后福聚樓：炸毀 [3]
- 王沃故居：部分炸毀 [10]
- 真宗大谷派顯德寺（東本願寺）：炸毀[3]
- 高雄第一尋常小學校（今鼓山國小）：部分炸毀[3]
- 高雄第二尋常小學校（今鹽埕國小）：部分炸毀[3]
- 高雄州立高雄第一高等女學校：屋頂受損[3]
- 高雄州立高雄第二中學校：鄰近左營軍區嚴重損毀，戰亂時期與第一中學校合併上課。
- 橋頭糖廠
- 鹽水港製糖株式會社高雄工廠 [11]
- 日本鋁業株式會社高雄工場 [12]
- 高雄製鐵株式會社[13]
- 日本海軍第六燃料廠高雄廠（今高雄煉油廠） [14][15]

## 岡山大空襲
在台灣空戰期間，由於高雄岡山有日本海軍航空隊宿舍群、海軍61航空廠及海軍高雄飛行場等軍事設施，被美軍視為日本在本土之外重要的軍事設施，遭出動130 架次B-29轟炸機猛烈轟炸，約投下590噸炸彈，但當時日本政府並未公佈死傷人數。2014年10月12日，台灣民間團體在岡山長老教會舉行70週年紀念會。

## 使用航母與轟炸機
- 大黃蜂號航空母艦 (CV-12)：1945年1月美國海軍第38.1分遣艦隊麾下，目標為高雄、屏東。
- 列星頓號航空母艦 (CV-16)：1945年1月美國海軍第38.3分遣艦隊麾下，目標為高雄、屏東。
- 胡蜂號航空母艦 (CV-18)：台灣空戰中轟炸高雄，以掩護海軍艦隊。
- 獨立號航空母艦 (CVL-22)：1945年1月美國海軍第38.2分遣艦隊麾下，突襲南海後順路來台。
- B-24「解放者」式轟炸機：過去老一輩的人會說，當時是B-29來轟炸，但實際上，以B-29飛行高度在20,000呎以上，除非是軍事專家，或用望遠鏡，否則難用肉眼判斷。B-29載彈量可達8噸，破壞威力確實強大，但來臺灣空襲約只有6次左右。B-24重型轟炸機仍然是空襲臺灣的主力。B-24空襲的目標主要為大型城市（高雄、臺南、新竹、臺北），主要港口（高雄港、基隆港），大型軍事設施（如左營軍事基地、臺南、嘉義、新竹飛行場），大型工業設施等[1]。
- B-25米切爾型轟炸機：美國第九十轟炸大隊於2月27日首度轟炸高雄港。
- B-29超級堡壘轟炸機

## 次數
- 1944年10月12日：美軍派出130架B-29轟炸機，6日間對岡山機場及海軍61航空廠投下859.75噸的炸彈。
- 1944年10月16日：建築物由80棟，炸毀剩餘6棟。
- 1945年1月15日：上午提康德羅加號航空母艦空襲了高雄及左營港，並擊沉了旗風號及松號。低能見度使空襲成效欠佳。
- 1945年1月21日：攻勢最為龐大，美國海軍動員3支分遣艦隊，以9艘航艦轟炸高雄。港口受到波及，榆林丸等船隻沉沒[18]。
- 1945年2月27日：目標高雄港。
- 1945年5月30日：出動115架B-24，目標為高雄州廳，在高雄市區投下260磅破片殺傷彈。但其中一架美軍第43轟炸大隊編號853的B-24轟炸機，因發動機故障無法抵達高雄市區，只好在恆春投彈，機員James Rodella留下日記。而此日隔天，為台北大空襲。

## 相關作品
- 高雄大空襲：迷走工作坊於2018年推出的桌遊。
- 一九四五1945：歌曲，由滅火器樂團演唱。